# Roulade
Rouladen sind in der Kochkunst gefüllte Rollen aus dünnen Scheiben Fleisch, Fisch oder Pflanzenblättern, die in einem Fond oder einer Sauce geschmort werden.
In der Konfiserie bezeichnet Roulade süße, mit Creme oder Marmelade gefüllte Biskuitrollen oder auch die Scheiben einer Biskuitrolle. Der Konditorbegriff Roulade wird vor allem in Österreich sowie in manchen Gegenden Süddeutschlands und der Schweiz gebraucht. Er wurde im 18./19. Jahrhundert aus dem französischen roulade von rouler, „rollen“ entlehnt.
Ein altes Rezept für Kalbsrouladen mit Sellerie findet sich in dem in Amsterdam 1740 herausgegebenen Kochbuch Le Cuisinier gascon.
Rezepte der bürgerlichen deutschen Küche sind Kalbsbrustroulade, Rinderroulade und Kohlroulade. Im Süden des deutschen Sprachgebiets werden kleine Fleischrouladen auch Fleischvogel oder Vogerl genannt, Krautrouladen heißen dort Wickel. In der orientalischen Küche findet man Sarma aus gefüllten Kohl- oder Weinblättern.

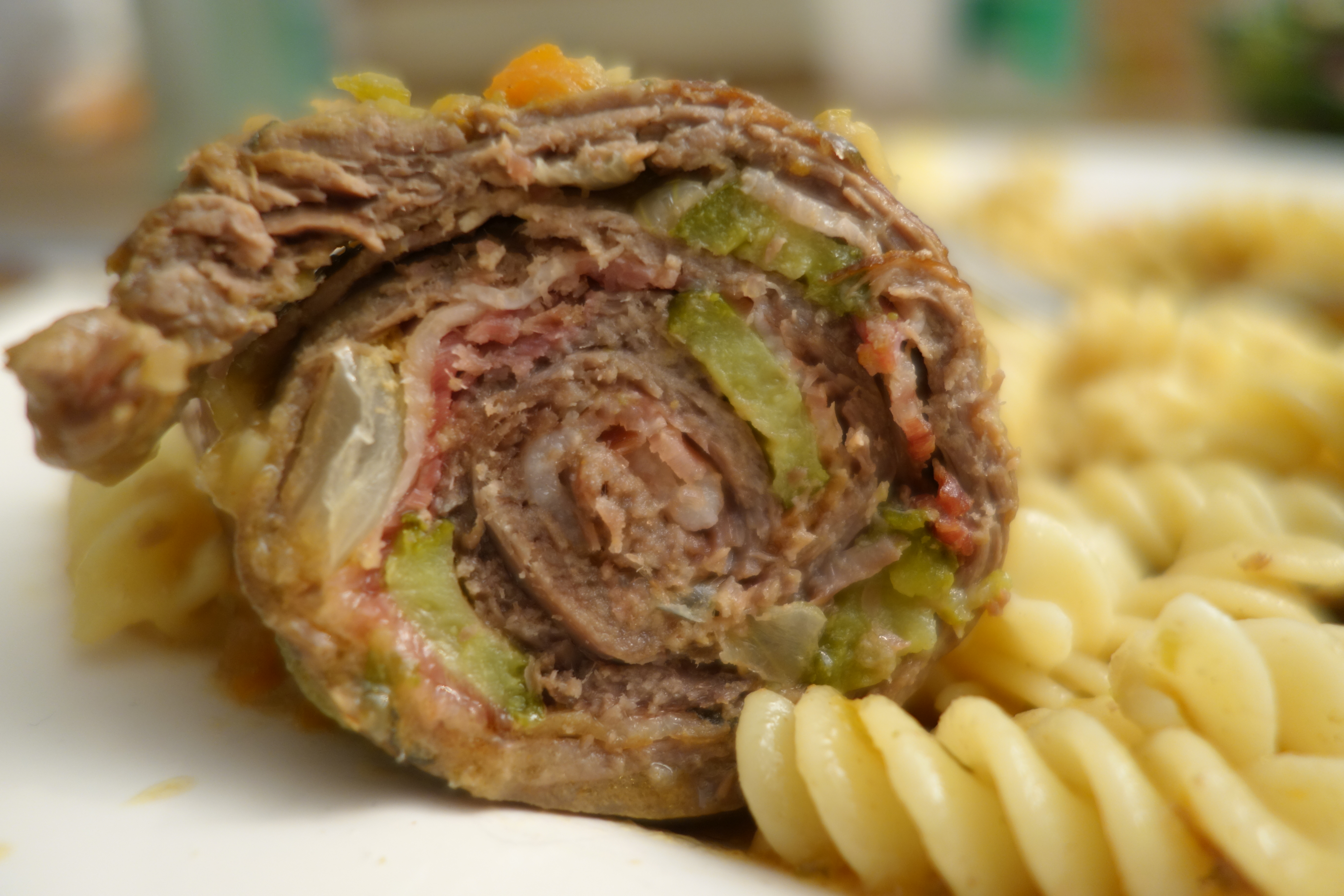
Rinderroulade, gefüllt mit Speck, Zwiebeln und Gewürzgurke
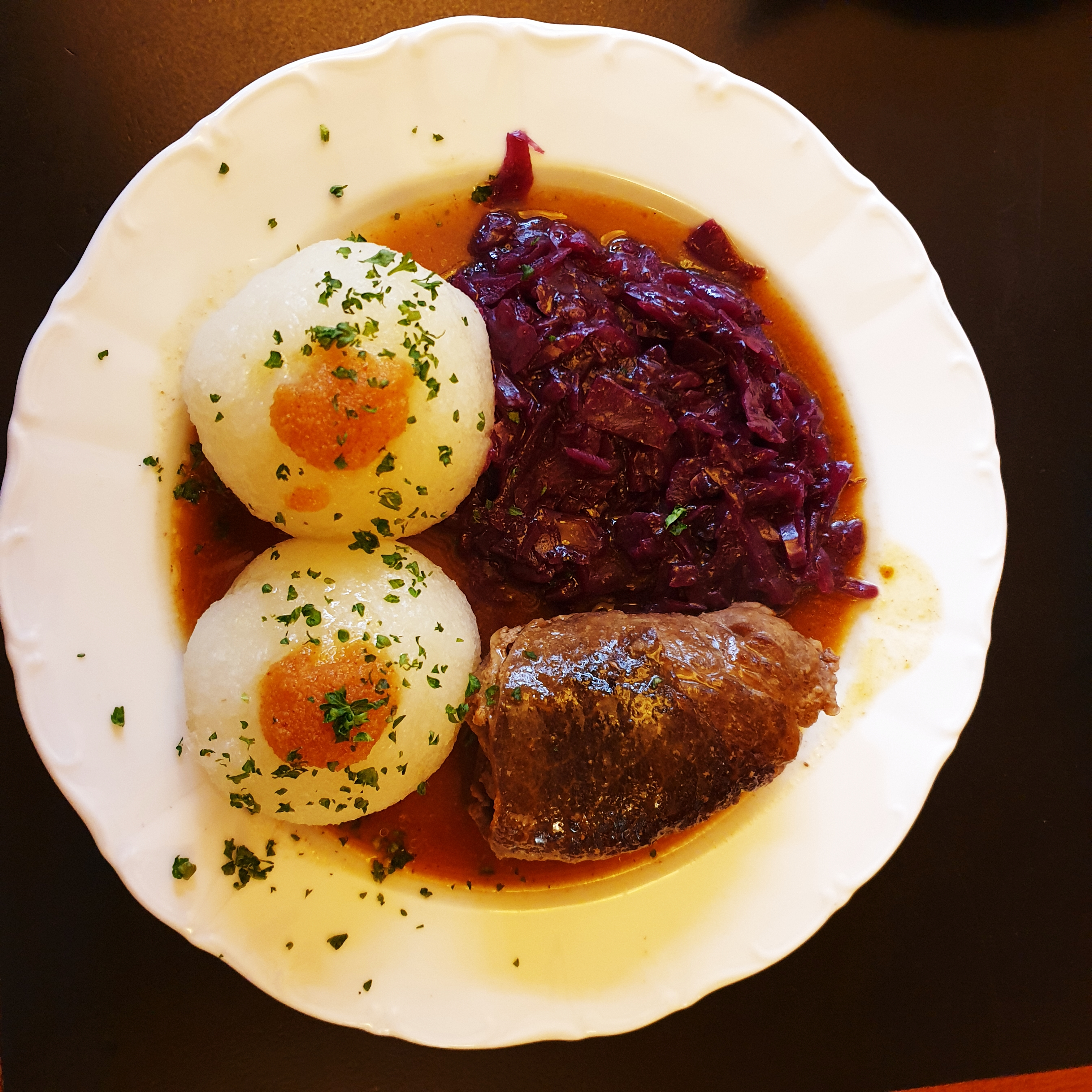
Rinderroulade mit Rotkohl und Klößen in Erfurt
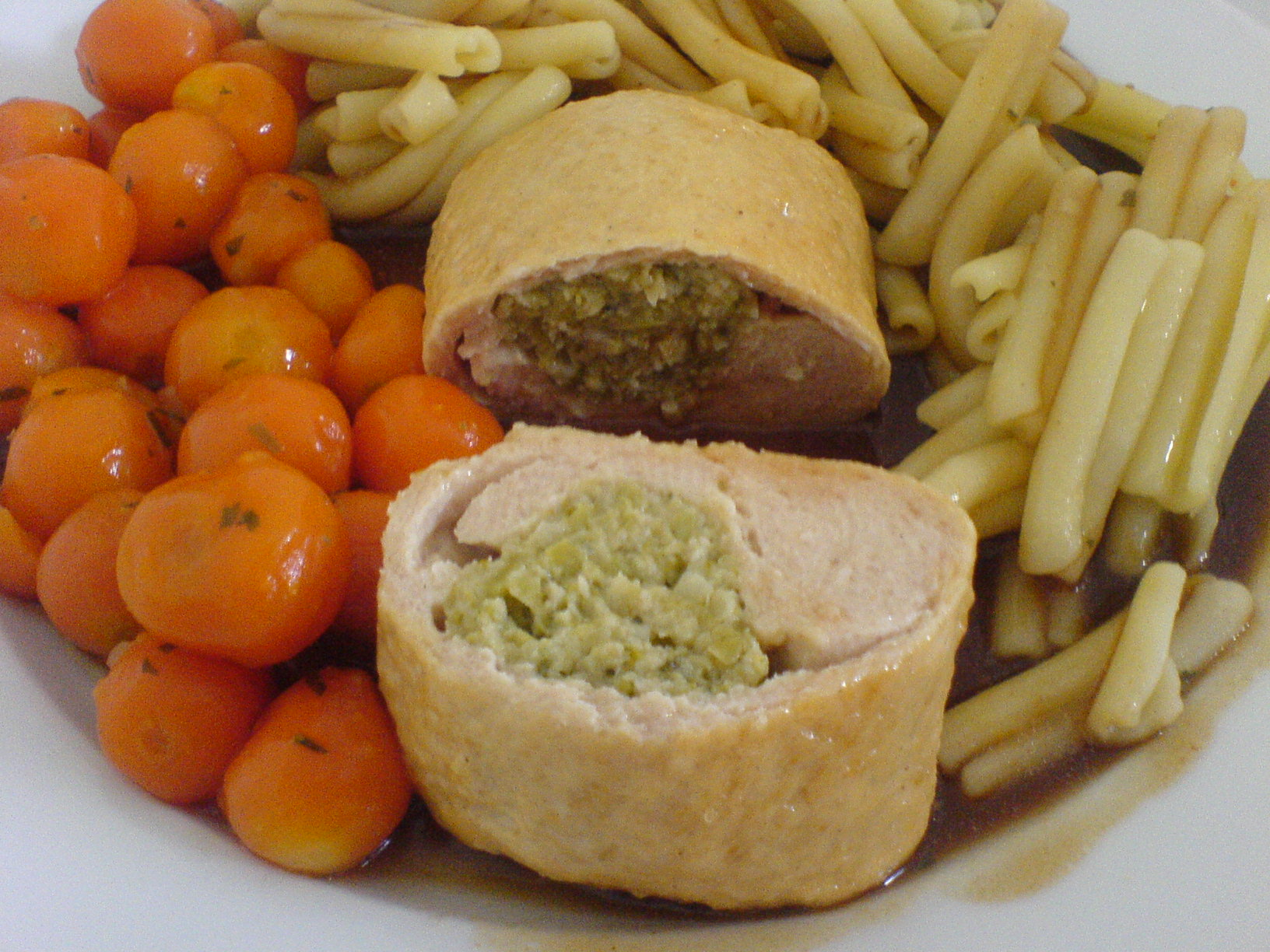
Gefüllte Putenroulade
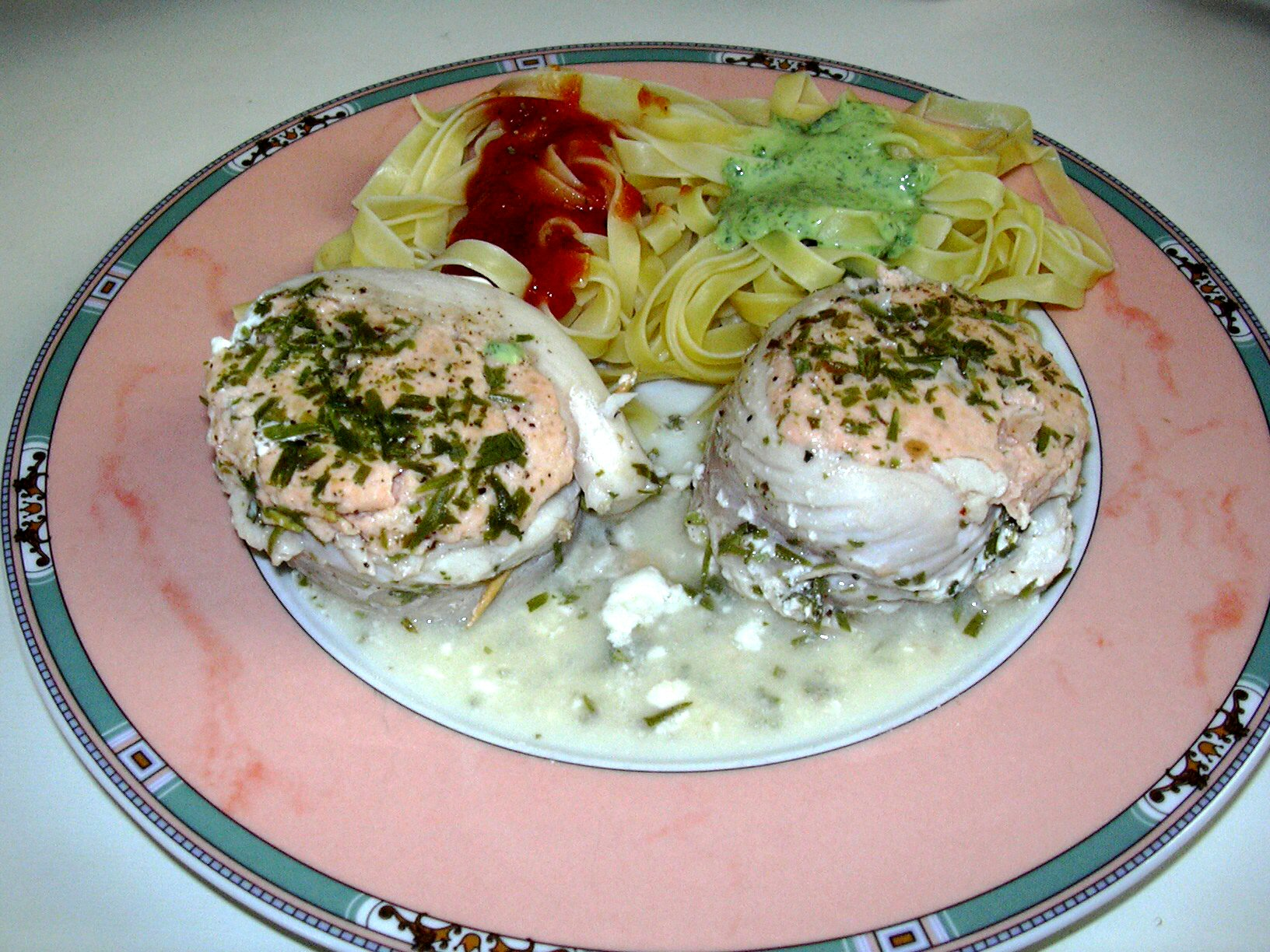
Fischroulade
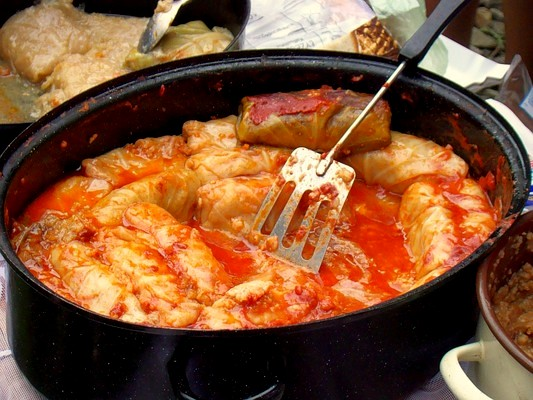
Kohlrouladen mit Tomaten-Reis-Füllung
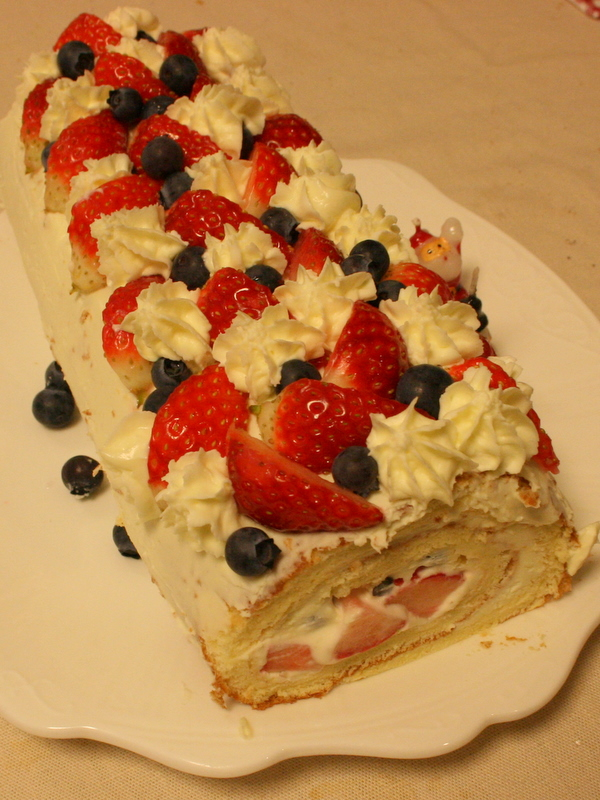
Roulade mit Erdbeeren